# ميثم أباد (جهاد أباد كرمان)
میثم أباد (بالفارسية: میثم‌آباد) هي منطقة سكنية تقع في إيران في البلدة المركزية. يقدر عدد سكانها بـ 712 نسمة .